# Félix Schwartzmann
Félix Schwartzmann Turkenich (Santiago de Chile, 1913 - 27 de febrero de 2014) fue un filósofo, sociólogo y epistemólogo chileno. Fue galardonado con el Premio Nacional de Humanidades y Ciencias Sociales de Chile en 1993, a la vez que fue Miembro de Número de la Academia de Ciencias Sociales, Políticas y Morales perteneciente al Instituto de Chile. Ha pasado a la historia como una de las figuras más representativas de la filosofía en Chile durante el siglo XX.

## Biografía
Félix Schwartzmann nació en 1913, en Santiago, en el seno de una familia de origen judío-rumano. Realizó sus estudios secundarios en el Liceo de Aplicación, para luego estudiar Filosofía en la Universidad de Chile, donde obtendría el título de profesor extraordinario de sociología en la Facultad de Filosofía de la Universidad de Chile en 1949, con una tesis de antropología filosófica titulada El sentimiento de lo humano en América: ensayo de antropología filosófica. En esa obra, con la que ganó el Premio Municipal de Literatura de Santiago en 1951, Schwartzmann desarrolló una amplia reflexión sobre las bases de la convivencia en América Latina, marcada a su juicio por el sentimiento de soledad y un impulso frustrado de comunión con el otro.
Sus reflexiones en estas materias no sólo fueron fruto de una labor intelectiva, sino que también descansaban sobre la propia experiencia vital de Schwartzmann, quien, en calidad de linotipista, conoció de primera mano las formas en que diversos actores de las comunidades americanas comprendían y compartían sus apreciaciones del mundo:

Entre sus 20 y 30 años viajó por diversos países, experimentando en carne propia la condición de sus pueblos, contactándose con escritores y pensadores, absorbiendo con hondura las circunstancias latinoamericanas que le llevarían, más tarde, a plasmar por escrito y en términos filosóficos esta importante experiencia de vida.
Rogelio Rodríguez Muñoz

En 1948, cofundó la Sociedad Chilena de Filosofía. A partir de 1951, dictó la cátedra de Historia y Filosofía de las Ciencias en la Facultad de Filosofía de la Universidad de Chile y en la Facultad de Ciencias de esa universidad, en cuya fundación participó. Entre 1956 y 1977 dirigió la Revista de Filosofía de la Universidad de Chile. Durante el proceso de Reforma Universitaria, redactó la Declaración de Principios de la Universidad de Chile, que constituyó en su momento la base filosófica y programática de esa universidad. Entre 1968 y 1970, fue elegido miembro del Consejo Superior Universitario. Presidió la Comisión Central de Investigaciones Científicas, llegando a ser asesor jefe de la Comisión Central de Publicaciones de la Universidad de Chile.
Tras publicar entre 1951 y 1953 El sentimiento de lo humano en América en dos volúmenes, Schwartzmann escribió numerosos ensayos de corte estético-filosófico y de filosofía de la ciencia. En 1967 publicó Teoría de la expresión, obra de largo aliento –fruto del contacto con maestros pensadores como Alexandre Koyré y Gastón Bachelard– en la que convergen y se integran las líneas de análisis de sus escritos anteriores, en los que se analizan los problemas de las relaciones interhumanas, la expresividad y la comunicación; obra que le valdría el Premio Municipal de Filosofía «Andrés Bello» en el año 1969. En 1992, publicó El Libro de las Revoluciones, y al año siguiente su obra Autoconocimiento en Occidente. En 1994 se publicó El discurso del método de Einstein, obra en la que realizó una severa crítica de los fundamentos epistemológicos de la ciencia moderna. Con la publicación en el 2000 de Historia del universo y conciencia, Schwartzmann continuó la ruta que ya había trazado en sus últimas obras, atacando la epistemología tradicional y proponiendo un análisis fenomenológico del conocimiento del universo.
En reconocimiento a su destacada trayectoria y a su prolífica obra, en 1993 fue galardonado con el Premio Nacional de Humanidades y Ciencias Sociales, y en 2001 fue nuevamente galardonado con Premio Municipal de Literatura de Santiago, bajo la categoría de Ensayo, con Historia del universo y conciencia. Féliz Schwartzmann murió en 2014. Su deceso se produjo la madrugada del 27 de febrero, siendo enterrado en el Cementerio Parque del Recuerdo.

## Importancia histórica

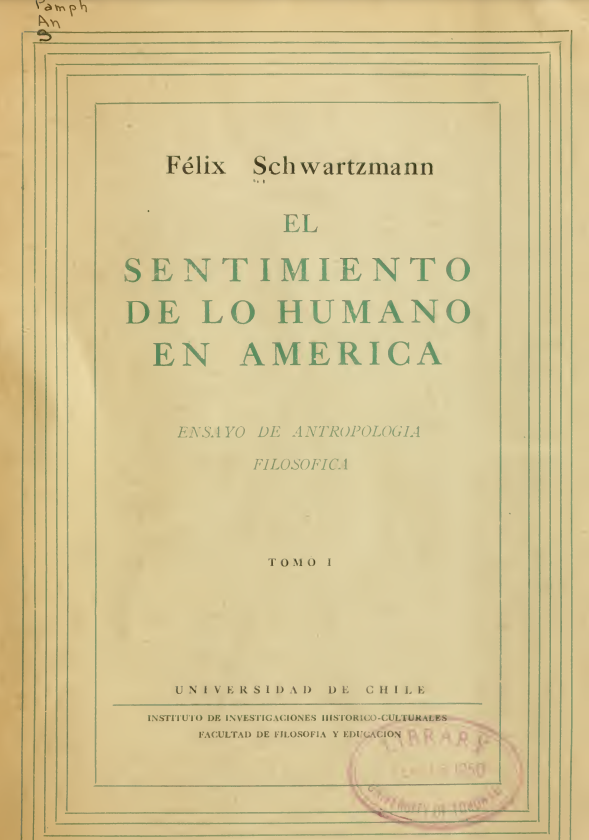
Tomo I de El sentimiento de lo humano en América: ensayo de antropología filosófica.

La actividad filosófica llevada adelante por Félix Schwartzmann reflejó una permeabilidad y cariz multifacético muy propio de la filosofía chilena de mediados del siglo XX, la cual mantenía un nutrido diálogo con las ciencias sociales y humanas. 
Su proyecto filosófico resulta ser la contracara disciplinar de la posterior profesionalización y especialización de la filosofía producto de la reforma universitaria, la cual terminaría erradicando en buena parte de los trabajos de las y los filósofos chilenos "profesionales" el interés por realizar inestigaciones de gran amplitud antes que de hiperespecialización propia del mercado laboral contemporáneo. La obra de Schwartzmann abarca campos tan diversos como la antropología filosófica, la teoría del arte, la sociología, la mecánica cuántica y la epistemología.
En su momento, Schwartzmann llegó a ser el filósofo chileno más nombrado en los estudios internacionales sobre pensamiento latinoamericano, y hoy se ubica entre los clásicos de la filosofía hispanoamericana:

Maestro de generaciones, profesor durante décadas de la cátedra de Historia y Filosofía de las Ciencias en la Universidad de Chile, Félix Schwartzmann produjo una extensa bibliografía, altamente prestigiada y estudiada en todo el mundo. Pero además de su mérito académico, su obra es esencial para entender mejor qué significa «ser americano». Por eso siempre es recomendable volver a su figura y a su legado.
Rogelio Rodríguez Muñoz

## Obras
- 1951/1953 - El sentimiento de lo humano en América.
- 1967 - Teoría de la expresión.
- 1992 - El libro de las revoluciones.
- 1993 - Autoconocimiento en Occidente.
- 1994 - El discurso del método de Einstein.
- 2000 - Historia del universo y conciencia.